# Betscheuma septentrionale
Betscheuma septentrionale är en mångfotingart som beskrevs av Jean-Paul Mauriès 1997. Betscheuma septentrionale ingår i släktet Betscheuma och familjen Pygmaeosomatidae. Inga underarter finns listade i Catalogue of Life.